# Fanø Bad
Fanø Bad er et ferieområde på Fanø. Den ligger ca 1,5 km nord for Rindby ud til stranden. De gamle badehoteller er for længst revet ned og nye sommerhuse, feriehoteller, ferielejligheder er opført. Der er også butikker, restaurant, golfplads og isbutikker.

## Fanø Bads historie
Fanø Bad startede i 1879, men i løbet af få år blev Kurhotellet, Hotel Kongen af Danmark, Strandhotellet og mange andre hoteller, strandvillaer og pensionater bygget. Der var promenadekoncerter, særskilte badestrande for mænd og kvinder og hestetrukne badevogne. Det var også her, Danmarks første golfbane blev etableret.  I 1920'ne blev der på stranden arrangeret store motorløb. 
Af de store strandvillaer hvoraf en del er bevaret kan nævnes: Villa Anita, Sandhill, Marie, Svalegaarden, Tusculum, Frederiksgaard, Santa, Nina, Quissisana og Rugegaarden. Samtidig præsenteres de store motorløb i 1920'er
Se også: Fanø Golf Links